# Ian Bishop
Ian William Bishop (Liverpool, 29 mei 1965) is een Engels voormalig betaald voetballer die als middenvelder speelde. Bishop is bekend van zijn periode in de Premier League met Manchester City en vooral West Ham United in de jaren 90. 

## Clubcarrière

### Everton
Ian Bishop is afkomstig de stad Liverpool. Hij sloot zich als rasechte Liverpudlian aan bij de jeugdopleiding van Everton, een van de twee grote clubs uit de stad. Hij debuteerde voor Everton onder succestrainer Howard Kendall in 1983. Bishop faalde echter in het eerste elftal van The Toffees en verliet Everton in 1984. 

### Carlisle United
Bij Carlisle United werd de middenvelder vervolgens een vaste waarde. In vier seizoenen speelde Bishop daar 132 competitiewedstrijden en scoorde 14 maal. 

### Bournemouth en Manchester City
In de periode 1988–1989 speelde Bishop voor AFC Bournemouth en Manchester City, destijds geen hoogvliegers op de Engelse voetballadder. 

### West Ham United
Daaropvolgend zag Bishop zijn prestaties beloond met een transfer naar traditieclub West Ham United. Bishop zou bij West Ham United uitgroeien tot een ware cultfiguur. In 1993 promoveerde de vernuftige middenvelder met The Hammers naar de Premier League onder leiding van trainer en boegbeeld Billy Bonds – die 21 jaar lang speler was van West Ham United. 
Bishop bleef een vaste waarde tot hij in het seizoen 1997/98 onder leiding van Harry Redknapp zijn plaats verloor aan de jonge Frank Lampard wegens een blessure.

### Terugkeer naar Manchester City
In 1998 verliet hij West Ham United en keerde toen terug naar Manchester City. Hij speelde uiteindelijk 255 competitiewedstrijden voor West Ham United. De controlerende middenvelder verliet Engeland nadat Manchester City in mei 2001 voorlopig voor het laatst in de clubgeschiedenis degradeerde onder manager Joe Royle.

### Latere carrière
Bishop verhuisde in 2001 naar de Verenigde Staten, alwaar hij uitkwam voor Miami Fusion en later de New Orleans Shell Shockers. Tussendoor speelde hij nog voor onder meer Rochdale in eigen land.
Bishop beëindigde zijn professionele loopbaan in de VS, op 39-jarige leeftijd in 2004. 

## Persoonlijk leven
Bishop leed aan een gokverslaving en geraakte even financieel uitgeput.